# نیژنکامسکنفتهخیم
نیژنکامسکنفتهخیم (روسی: Нижнекамскнефтехим) شرکت صنایع پتروشیمی روسی است، که در سال ۱۹۶۷ تأسیس شد.